# Iwan Michailowitsch Setschenow

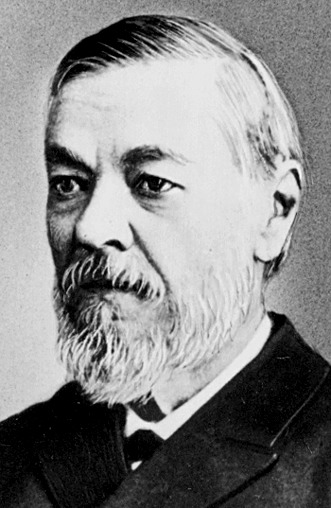
Iwan Setschenow (nach 1900)

Iwan Michailowitsch Setschenow (russisch Иван Михайлович Сеченов, wiss. Transliteration Ivan Michajlovič Sečenov; * 1.jul. / 13. August 1829greg. in Tjoply Stan, Gouvernement Simbirsk (heute Setschenowo, Oblast Nischni Nowgorod); † 2.jul. / 15. November 1905greg. in Moskau) war ein russischer Physiologe.

## Leben
Iwan Setschenow war 1848 Absolvent der Militär-Ingenieurschule der russischen Armee in Sankt Petersburg. Er studierte von 1850 bis 1856 Medizin an der Moskauer Universität. Anschließend arbeitete er von 1856 bis 1860 im Ausland: in Berlin bei Johannes Müller, Emil du Bois-Reymond und Hermann von Helmholtz, in Leipzig bei Felix Hoppe-Seyler und anderen sowie in Wien bei Carl Ludwig, später auch bei Claude Bernard in Paris. Promoviert wurde Setschenow 1860 in Sankt Petersburg, wo er dann an der Medizinisch-Chirurgischen Akademie Physiologie unterrichtete. Er habilitierte 1861 und wurde 1869 zum korrespondierenden Mitglied der Russischen Akademie der Wissenschaften gewählt. 1904 wurde er Ehrenmitglied der Akademie. Setschenow war ab 1870 Professor in Odessa, ab 1876 in Sankt Petersburg und ab 1888 in Moskau.
Iwan Setschenow gehört zu den Mitbegründern der russischen Physiologenschule. Sein Forschungsgebiet war vor allem die Neurophysiologie. Er bemerkte als erster die reflexhemmende Wirkung bestimmter Hirnzentren (Reflextheorie) und gilt als Begründer der objektiven Psychologie. Setschenow lieferte außerdem Arbeiten zur Blutgasanalyse und zur Elektrophysiologie. Seine Reflexlehre wurde von seinem Schüler Iwan Petrowitsch Pawlow weiter ausgebaut.

## Ehrungen
Nach Setschenow sind unter anderem seit 1945 sein Geburtsort, seit 1955 die heutige Erste Staatliche Medizinische Setschenow-Universität Moskau, seit 1970 der Mondkrater Sechenov und seit 1989 der Asteroid (5234) Sechenov (jeweils gemäß der englischen Transkription des Namens) benannt.

## Werke
- Ueber die elektrische und chemische Reizung der sensiblen Rückenmarksnerven des Frosches. Leuschner & Lubensky, Graz 1868, OCLC 3019355
- Physiologische Studien über die Hemmungsmechanismen für die Reflexthätigkeit des Rückenmarks im Gehirne des Frosches. Hirschwald, Berlin 1863, OCLC 8374869.